# Saint-Bonnet-de-Cray
 (décembre 2021).
Si vous disposez d'ouvrages ou d'articles de référence ou si vous connaissez des sites web de qualité traitant du thème abordé ici, merci de compléter l'article en donnant les références utiles à sa vérifiabilité et en les liant à la section « Notes et références ».
Pour les articles homonymes, voir Saint-Bonnet (homonymie).
Saint-Bonnet-de-Cray est une commune française située dans le département de Saône-et-Loire, en région Bourgogne-Franche-Comté.

## Géographie
La commune de Saint-Bonnet-de-Cray, petite localité du Pays-brionnais, est l'une des plus méridionales du département de Saône-et-Loire ne le cédant sur ce point qu'à Coublanc et Saint-Igny-de-Roche, deux autres communes du canton de Chauffailles auquel elle appartient. D'autre part sa situation la place dans le cas peu habituel d'avoir neuf communes pour voisines. Quatre de ces communes, celles qui bordent le sud de son territoire, appartiennent au département de la Loire : il s'agit de Saint-Denis-de-Cabanne, Charlieu, Saint-Nizier-sous-Charlieu et Saint-Pierre-la-Noaille. De ce fait en se rendant de Saint-Bonnet-de-Cray à Charlieu on traverse le  mille-feuille français puisqu'on change du même pas de commune, de canton, d'arrondissement, de département et de région passant de Bourgogne-Franche-Comté à Auvergne-Rhône-Alpes. Les cinq autres communes voisines de Saint-Bonnet sont, en Saône-et-Loire : Mailly, Saint-Julien-de-Jonzy et Ligny-en-Brionnais au nord, Fleury-la-Montagne à l'ouest et Saint-Edmond à l'est.
L'influence de Roanne est prédominante dans cette partie du département de Saône-et-Loire. Située dans le département voisin de la Loire, cette aire urbaine de 100 000 ha est très attractive, son centre n'étant éloigné que de 22 km de Saint-Edmond. Plus localement la commune entretient nécessairement des relations avec son chef-lieu de canton Chauffailles distant de 20 km et plus encore avec la petite ville commerçante de Charlieu, dans la Loire, que 8 km seulement séparent d'elle.
Le chef-lieu l'arrondissement, Charolles, de taille très modeste ne peut se prévaloir auprès des habitants de Saint-Edmond que de son rôle administratif. Quant à Mâcon, chef-lieu du département éloigné de 76 km et situé au delà des Monts du Beaujolais et a fortiori le chef-lieu de la région, Dijon, que 170 km séparent de Saint-Bonnet, leur influence est ici forcément limitée. En revanche se fait sentir ici comme sur toute la région roannaise l'attraction de Lyon, la métropole régionale d'Auvergne-Rhône-Alpes, distante de 100 km seulement.
La commune de Saint-Bonnet-de-Cray se singularise par ses dimensions — 22,41 km2 — presque deux fois supérieures à la superficie moyenne d'une commune dans le Nord-Est roannais, 13 km2. De ce fait à l'intérieur de la commune les plus grandes distances sont de 6 km du nord au sud et de 5,5 km d'est en ouest.
Sur le plan structural on est amené à distinguer trois compartiments à l'intérieur du territoire de Saint-Bonnet. L'un, de loin le plus vaste — 16,6 km2 — s'étend au centre de ce territoire du nord au sud. Il correspond au versant oriental du vaste interfluve qui sépare la vallée du Bezo (ou Bézo), affluent du Sornin, du fleuve Loire. Dans la moitié nord de la commune toute la largeur de ce versant est comprise à l'intérieur du périmètre municipal ; au sud Saint-Bonnet partage ce versant avec la commune voisine de Fleury-la-Montagne. Une dizaine de ruisselets — des « gouttes » dans le vocabulaire de la région — strient ce plan incliné en coulant du nord-ouest au sud-est (cf. le lieudit les Gouttes). Les altitudes restent constantes du nord au sud sur la partie supérieure de l'interfluve, autour de 380 m, et s'abaissent en se rapprochant du Bezo. L'altitude moyenne dans ce compartiment est de 357 m.
Un deuxième compartiment, bien individualisé, mais d'une faible superficie (environ 3,4 km2) s'étire à l'est de la rivière le Bezo, dans la partie orientale de la commune, lui aussi depuis ses limites nord jusqu'à ses limites sud. Dans sa partie septentrionale ce compartiment s'étend sur le versant ouest de l'interfluve Bezo-ruisseau des Equetteries ; dans sa partie méridionale il est entièrement compris dans l'espace qui sépare les deux cours d'eau. Entre ces deux parties il connaît un étranglement où sa largeur n'excède pas 150 mètres et qui constitue un ensellement entre deux collines comprises dans l'interfluve, celle du Haut de la Motte au nord et celle du Bois de Montrochet au sud qui ne doivent leur existence qu'à l'érosion fluviatile qui a creusé le talweg de chacun des deux cours d'eau. Dans ce compartiment l'altitude moyenne est de 338 m. C'est à l'aval du Bezo, à l'endroit où il quitte la commune, que se place le point le plus bas du territoire municipal à 278 m d'altitude.
Le troisième compartiment correspond à l'excroissance nord-ouest du territoire communal de Saint-Bonnet. Il est lui aussi de dimensions réduites — 2,5 km2 — et correspond à une petite partie du versant occidental qui s'incline vers la Loire. L'altitude y est plus élevée que dans le reste de la commune (427 m en moyenne). Le bourg de Saint-Bonnet est compris dans ce compartiment .
L'échine centrale de l'interfluve s'abaisse dans le secteur du lieudit la Croix Rousse jusqu'à moins de 380 m d'altitude mais c'est tout de même non loin de là dans cette partie la plus bossue du territoire municipal sur les confins nord, au lieudit les Justices, que se rencontre son point culminant à 467 m d'altitude. En fait tout l'espace dans lequel s'inscrit la commune représente une partie du bombement du haut-Brionnais qui atteint son sommet plus au nord sur la commune de Sainte-Foy à 550 m d'altitude.
L'altitude moyenne de la commune s'établit autour de 360 m.
Dans cette topographie dépourvue, le plus souvent, de reliefs accusés les pentes sont en général modérées dont l'aspect le plus significatif est représenté par le plan incliné qui s'abaisse du bourg vers le Bezo où la pente au nord comme au sud ne dépasse pas 4 %. Exceptionnellement le talus qui à l'est du Bezo domine la rivière montre une déclivité de 17 % et une pente équivalente existe dans la partie la plus accidentée du territoire communal au nord-est du bourg dans le secteur du Clos de Saint-Bonnet.
La géologie met en contact à Saint-Bonnet deux secteurs bien distincts : d'une part la protubérance nord-ouest du territoire municipal correspondant à un des trois compartiments définis plus haut et d'autre part le reste de l'espace municipal.
Le secteur nord auquel appartient le bourg — plus du 1/10e de la superficie de la commune — correspond à un renflement dont témoignent les altitudes plus fortes qu'ailleurs. Il s'agit d'un horst modérément soulevé au tertiaire au moment de la surrection alpine et légèrement basculé vers l'ouest. Le socle cristallin affleure à l'est de ce compartiment entre le lieudit Vermont et le château éponyme sous la forme de granite porphyroïde ; il est bordé d'une mince frange de brèches volcaniques entre Vermont et la Croix Rousse. On suppose l'existence d'une ligne de faille qui limiterait à l'ouest l'affleurement du cristallin. La partie la plus occidentale de ce secteur jusqu'à la limite de la commune de Mailly repose sur des terrains sédimentaires d'âge secondaire calcaires et marnes aux excellentes qualités pédologiques qui en font des « fromentaux ». Les marnes grises ont autrefois porté de la vigne (cf. le lieudit les Vignes de Corbey) ; cette culture subsiste dans la commune voisine de Mailly. Ces terrains secondaires ont été partiellement recouverts de colluvions argilo-calcaires présentant elles-mêmes de bonnes aptitudes agricoles (des « beluses ») là où est situé le bourg de la commune.
La nature géologique de la vaste partie orientale de la commune est d'une grande simplicité : le versant en pente très douce qui à l'ouest du Bezo s'abaisse vers la rivière ainsi que l'interfluve Bezo-Equetteries sont couverts par un vaste épandage d'argiles sableuses d'âge tertiaire prolongeant les terrains de même nature qu'on rencontre plus à l'est à Saint-Edmond. Cependant tandis qu'à Saint-Edmond ces terrains forment une surface subhorizontale, à Saint-Bonnet ils couvrent un plan faiblement incliné en relation avec la structure (le léger bombement du Sud-brionnais). Cette légère inclinaison a déterminé l'écoulement de colluvions elles-mêmes argileuses couvrant la partie supérieure de chacun des interfluves qui séparent les « gouttes » signalées plus haut. Une particularité est représentée par une petite plaque de paléosols ferrugineux autour du lieudit les Terres Rouges.
Enfin le large couloir constitué par le talweg du Bezo est tapissé d'alluvions récentes, limons, sables et graviers.

### Hydrographie
Le réseau hydrographique de la commune est représenté essentiellement par la rivière le Bezo, ou Bézo, nommé aussi parfois Ruisseau de la Motte. Ce cours d'eau long au total de 20 km né sur les hauteurs supérieures du Brionnais entre à Saint-Bonnet venant de Ligny et parcourt, coulant exactement du nord au sud (donc en sens contraire de la Loire toute proche) 7,5 km dans la partie orientale du territoire municipal de Saint-Bonnet avant d'entrer sur la commune de Charlieu où il se jette dans le Sornin en rive droite. Il a aménagé une vallée à fond plat large de plusieurs centaines de mètres bien calibrée tout au long de son cours dans la commune. Il reçoit sur sa rive gauche dans les limites municipales de Saint-Bonnet l'apport peu significatif de la dizaine de « gouttes » mentionnées plus haut. Son débit mesuré en juillet 2005 est de plus de 40 L/s à la limite de Charlieu.
Un autre cours d'eau, plus modeste, concerne également la commune de Saint-Bonnet. Il s'agit du Ruisseau des Equetteries nommé aussi Rivière d'Augier grossièrement parallèle au Bezo et coulant un peu plus à l'est. Venant de Saint-Edmond, il se rapproche du Bezo au lieudit les Theureaux jusqu'à n'être séparé de lui que par 150 m puis s'en écarte au niveau du Bois de Montrochet. C'est dans ce secteur qu'il concerne la commune se contentant d'en constituer la limite sud-orientale sur environ 2 km. Lui aussi affluent du Sornin qu'il rejoint un peu en amont de l'embouchure du Bezo il ne roule qu'une faible quantité d'eau : 3,8 L/s dans sa partie aval à Saint-Bonnet.
Enfin les premières centaines de mètres du petit Ruisseau des Moines qui prend sa source sous le bourg de Saint-Bonnet, coule en direction du sud-ouest et devenu en aval Ruisseau de la Besse se jette dans la Loire à Iguerande.

### Occupation des sols
L'occupation des sols de la commune, telle qu'elle ressort de la base de données européenne d’occupation biophysique des sols Corine Land Cover (CLC), est marquée par l'importance des territoires agricoles (97,2 % en 2018), une proportion identique à celle de 1990 (97,2 %). La répartition détaillée en 2018 est la suivante : prairies 83,1 %, zones agricoles hétérogènes 14,1 %, forêts 2,8 %.
Mesuré à 2,8 % en 2018, le taux de boisement de la commune de Saint-Bonnet-de-Cray est peu important. Le relief peu accidenté, la faible altitude et les bonnes aptitudes agricoles des sols expliquent un défrichement précoce et étendu de son terroir. En cela Saint-Bonnet ne se distingue guère de ses voisines où les conditions sont semblables : 7 % à Saint-Martin-de-Lixy, 6 % à Fleury-la-Montagne, 2 % à Saint-Edmond. Sur les 119 hectares arborés pratiquement la moitié (58 ha) correspond au seul Bois de Montrochet, au sud-est, espace continu couvert de feuillus. Les autres placages forestiers se rencontrent dans les vallons au centre de la commune (Bois des Devants, Bois de Trambly). L'évolution de l’occupation des sols de la commune et de ses infrastructures peut être observée sur les différentes représentations cartographiques du territoire : la carte de Cassini (XVIIIe siècle), la carte d'état-major (1820-1866) et les cartes ou photos aériennes de l'IGN pour la période actuelle (1950 à aujourd'hui).

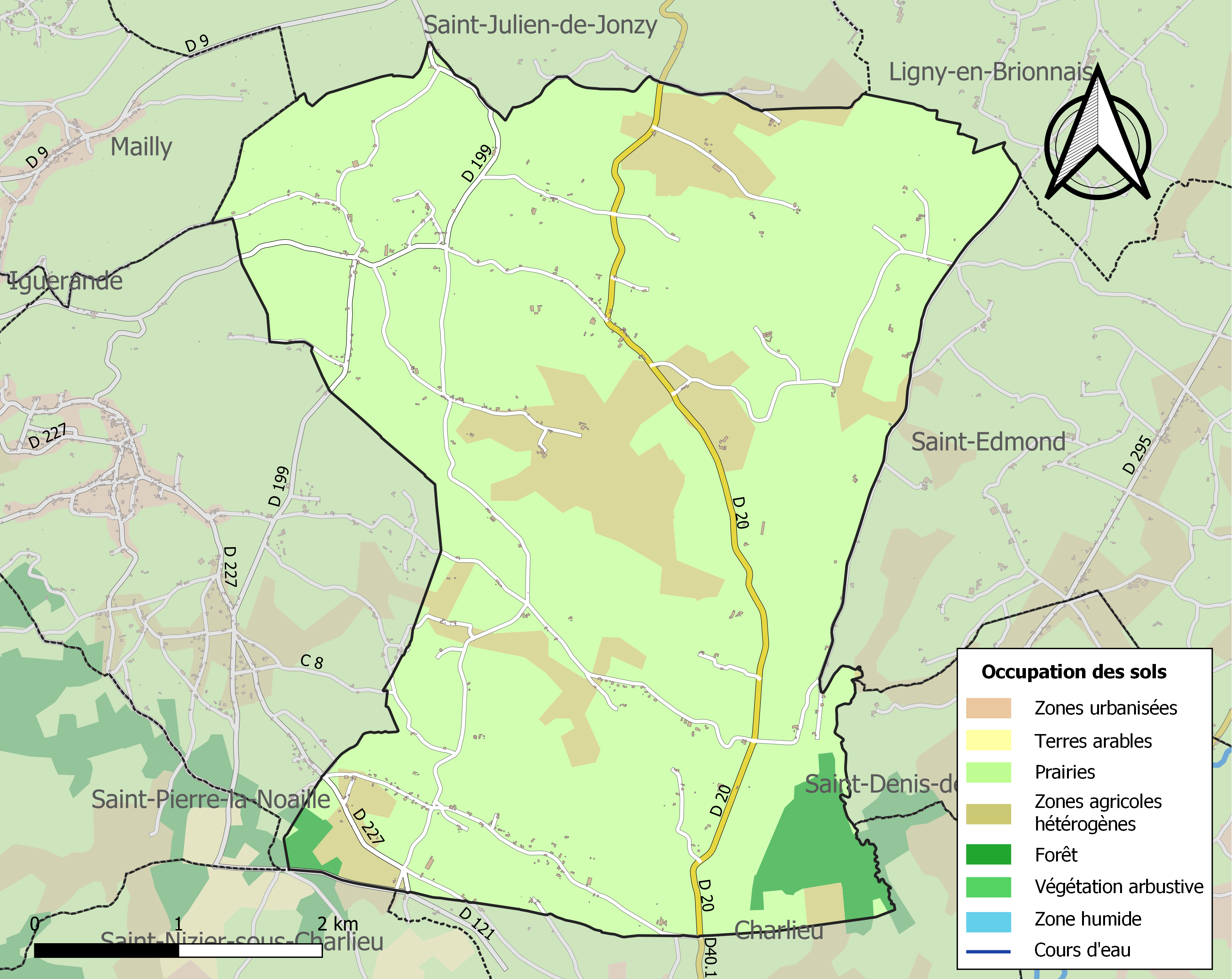
Carte des infrastructures et de l'occupation des sols de la commune en 2018 (CLC).

### Climat
Pour des articles plus généraux, voir Climat de la Bourgogne-Franche-Comté et Climat de Saône-et-Loire.
En 2010, le climat de la commune est de type climat océanique dégradé des plaines du Centre et du Nord, selon une étude du Centre national de la recherche scientifique s'appuyant sur une série de données couvrant la période 1971-2000. En 2020, Météo-France publie une typologie des climats de la France métropolitaine dans laquelle la commune est exposée à un climat de montagne ou de marges de montagne et est dans la région climatique Centre et contreforts nord du Massif Central, caractérisée par un air sec en été et un bon ensoleillement.
Pour la période 1971-2000, la température annuelle moyenne est de 10,9 °C, avec une amplitude thermique annuelle de 16,8 °C. Le cumul annuel moyen de précipitations est de 810 mm, avec 10,4 jours de précipitations en janvier et 7 jours en juillet. Pour la période 1991-2020, la température moyenne annuelle observée sur la station météorologique de Météo-France la plus proche, « Charlieu », sur la commune de Charlieu à 7 km à vol d'oiseau, est de 11,6 °C et le cumul annuel moyen de précipitations est de 769,3 mm. 
La température maximale relevée sur cette station est de 41 °C, atteinte le 24 juillet 2019 ; la température minimale est de −16 °C, atteinte le 13 janvier 2003,,.
Les paramètres climatiques de la commune ont été estimés pour le milieu du siècle (2041-2070) selon différents scénarios d'émission de gaz à effet de serre à partir des nouvelles projections climatiques de référence DRIAS-2020. Ils sont consultables sur un site dédié publié par Météo-France en novembre 2022.

## Urbanisme

### Typologie
Au 1er janvier 2024, Saint-Bonnet-de-Cray est catégorisée commune rurale à habitat très dispersé, selon la nouvelle grille communale de densité à sept niveaux définie par l'Insee en 2022.
Elle est située hors unité urbaine. Par ailleurs la commune fait partie de l'aire d'attraction de Roanne, dont elle est une commune de la couronne,. Cette aire, qui regroupe 88 communes, est catégorisée dans les aires de 50 000 à moins de 200 000 habitants,.

### Voies de communication et transports
Sans être à proprement parler enclavé, Saint-Bonnet-de-Cray se trouve à l'écart des grandes voies de circulation. Deux routes départementales seulement traversent son territoire : toutes deux viennent, au sud, sous une numérotation différente, du département de la Loire et plus précisément de Charlieu. La D 199 entre à Saint-Bonnet venant de la commune de Fleury-la-Montagne, traverse le bourg de la commune pour se diriger ensuite vers Saint-Julien-de-Jonzy et Saint-Christophe-en-Brionnais. La longueur de son tronçon sur la commune est de 3,5 km. La D 20, nettement plus longue que la précédente sur le territoire de Saint-Bonnet (6,5 km), plus passante aussi, entre dans la commune au sud à 1,5 km seulement du centre de la ville de Charlieu ; elle traverse du sud au nord la commune en son milieu pour se diriger au nord vers Ligny-en-Brionnais. Plusieurs chemins vicinaux asphaltés desservent d'autre part entre eux les lieux habités de la commune.
Pour utiliser la voie ferrée les habitants de Saint-Bonnet peuvent se rendre à la gare de Roanne distante de 24 km sur la ligne de Lyon à Paris par Saint-Germain-des-Fossés ou à celle de Chauffailles sur la ligne de Lyon à Paray-le-Monial, située à 21 km. Une ligne d’autocar permet aussi au départ de Roanne de rejoindre la ligne du TGV Lyon-Paris à la gare du Creusot-TGV sur la commune de Montchanin en Saône-et-Loire ; elle est accessible en 9 km à son arrêt de Pouilly-sous-Charlieu.

## Toponymie
Saint Bonnet (~625-~710) est un évêque de Clermont-Ferrand, né en Auvergne et mort à Lyon. La renommée de Bonnet fut importante. Un certain nombre de lieux et d'églises portent son nom en France, particulièrement dans les diocèses de Lyon, Autun, et surtout Clermont. D'après Mario Rossi, « cray », très répandu dans le Brionnais, signifie sol pierreux.

## Histoire
En 956, deux églises existent à Saint-Bonnet-de-Cray. En 1190, le seigneur de Semur, Simon, fait don de la terre de Saint-Bonnet aux moines de Charlieu.

## Politique et administration

### Liste des maires
| Période                                  | Période   | Identité        | Étiquette | Qualité |
| ---------------------------------------- | --------- | --------------- | --------- | ------- |
| mars 1977                                | mars 2008 | Raymond Ducarre |           |         |
| mars 2008                                | en cours  | Pierre Auvolat  |           |         |
| Les données manquantes sont à compléter. |           |                 |           |         |

## Démographie
L'évolution du nombre d'habitants est connue à travers les recensements de la population effectués dans la commune depuis 1793. Pour les communes de moins de 10 000 habitants, une enquête de recensement portant sur toute la population est réalisée tous les cinq ans, les populations de référence des années intermédiaires étant quant à elles estimées par interpolation ou extrapolation. Pour la commune, le premier recensement exhaustif entrant dans le cadre du nouveau dispositif a été réalisé en 2005.

En 2022, la commune comptait 508 habitants, en évolution de +5,39 % par rapport à 2016 (Saône-et-Loire : −1,06 %, France hors Mayotte : +2,11 %).
| 1793 | 1800  | 1806 | 1821  | 1831  | 1836  | 1841  | 1846  | 1851  |
| ---- | ----- | ---- | ----- | ----- | ----- | ----- | ----- | ----- |
| 900  | 1 031 | 963  | 1 004 | 1 042 | 1 100 | 1 026 | 1 114 | 1 134 |

| 1856  | 1861  | 1866  | 1872  | 1876  | 1881  | 1886  | 1891  | 1896  |
| ----- | ----- | ----- | ----- | ----- | ----- | ----- | ----- | ----- |
| 1 155 | 1 199 | 1 240 | 1 204 | 1 227 | 1 169 | 1 121 | 1 135 | 1 064 |

| 1901  | 1906 | 1911 | 1921 | 1926 | 1931 | 1936 | 1946 | 1954 |
| ----- | ---- | ---- | ---- | ---- | ---- | ---- | ---- | ---- |
| 1 013 | 973  | 926  | 720  | 700  | 691  | 604  | 531  | 484  |

| 1962 | 1968 | 1975 | 1982 | 1990 | 1999 | 2005 | 2006 | 2010 |
| ---- | ---- | ---- | ---- | ---- | ---- | ---- | ---- | ---- |
| 464  | 405  | 383  | 375  | 392  | 438  | 412  | 409  | 448  |

| 2015 | 2020 | 2022 | - | - | - | - | - | - |
| ---- | ---- | ---- | - | - | - | - | - | - |
| 484  | 494  | 508  | - | - | - | - | - | - |

L'histoire démographique de la commune de Saint-Bonnet-de-Cray est pour l'essentiel calquée sur l'évolution de la population des localités rurales de  l'ensemble de la région. La première moitié du XIXe siècle a connu une croissance du nombre de leurs habitants qui s'est achevée plus ou moins tôt ; à Saint-Bonnet cette croissance s'est poursuivie jusqu'en 1866 date tardive si on la compare à ce qui a eu lieu dans le voisinage (le pic démographique se place en 1831 à Saint-Julien-de-Jonzy, 1841 à Ligny-en-Brionnais, 1851 à Fleury-la-Montagne). En 1866, Saint-Bonnet était peuplée par 1 240 personnes.
À l'image également de qui s'est produit dans les campagnes la fin du XIXe siècle et une grande partie du XXe siècle ont été marquées par un déclin démographique très accentué qui s'est poursuivi jusqu'à une date variable d'une localité à l'autre : Saint-Bonnet se tenant dans la moyenne quant à la fin de ce déclin soit 1982 (1968 à Fleury, 1975 à Saint-Edmond mais 1999 à Ligny, 2006 à Saint-Julien). En 1982  la commune n'était plus peuplée que de 375 habitants ; en un peu plus d'un siècle elle s'était donc vidée de plus des 2/3 de sa population. Cette hémorragie, pour considérable qu'elle soit, ne représente pas le même effondrement démographique que celui qui a affecté certaines communes de la montagne beaujolaise où 80 % des effectifs avaient disparu.
Conformément aussi  à ce qu'ont connu les villages des environs les décennies les plus récentes ont connu un redressement de la situation démographique selon une croissance elle aussi variable d'une commune à l'autre dans son ampleur et quant à son rythme. Entre 1982 et 2015, le nombre d'habitants de Saint-Bonnet est passé de 375 à 496, la commune ayant donc bénéficié d'un accroissement de plus de 30 % de sa population à un rythme annuel voisin de 0,9 % la plaçant dans une proportion un peu inférieure par rapport à ses voisines (rythme de croissance de 1,3 % à Fleury, 1,1 % à Saint-Edmond). Pour chercher l'origine de ce renouveau il faut faire intervenir un glissement de familles vivant jusque là dans des villes petites ou moyennes désormais frappées par les crises industrielles en direction d'une localité rurale plus attractive, ainsi de Roanne vers Saint-Bonnet[source insuffisante] par exemple. L'installation de familles dans l’ensemble jeunes dans une commune d'accueil y stimule d’autre part le taux de natalité et vient renforcer l'élan démographique. On ne peut négliger d'autre part le retour au pays dans leur troisième âge de personnes ayant fait carrière ailleurs.
Le Brionnais, « pays » auquel appartient Saint-Bonnet-de-Cray a pour paysage rural le bocage. Dans cette configuration, l'habitat est dispersé et le bourg de la commune ne réunit qu'une petite proportion des habitants ; à Saint-Bonnet vivent quinze résidents permanents seulement. En revanche le nombre des écarts est considérable : on en compte une grosse quarantaine dans l'espace municipal. Les plus nombreux se rencontrent, tout naturellement vu son extension, dans la partie centrale de la commune. Ce sont, du nord au sud : les Justices, les Mues, les Brondes, la Grange Ginet, le Burchy, la Terre des Bois, les Boicots, Vermont, le Château de Vermont, la Varenne, les Paillers, Grange Godot, la Mirandole, les Serves, les Essertets, les Crats, les Vernes, les Satardières, Balagaud, les Brures, les Gouttes, la Brosse, les Lièmes, les Magourcines, les Terres Rouges, le Trambly, la Motte, les Terres des Brosses, les Planchettes.
Au nord-ouest, en dehors du bourg, les lieudits sont Bosrond, le Clos de Saint-Bonnet, Corbey, les Près Grandjean. Sur l'interfluve Bezo-Equetteries les lieux habités se nomment la Terre des Bois, le Pré de la Maison, la Rivière, la Grange Corne, et les Theureaux. Le fond inondable de la vallée du Bezo n'accueille que le Virot et le Moulin de la Motte.
Quelques écarts de la commune atteignent la dimension du hameau rassemblant un nombre d'habitations plus considérable que les lieudits ordinaires : Malfarat et Vertbois, les Devants, Fontgrain, les Places, la Mollerie, la Croix Rousse.

## Économie
Lors du recensement de 2012, la population active est de 219 personnes. Sur le territoire communal il y a 54 emplois, dont (19 salariés et 35 non salariés).
Saint-Bonnet-de-Cray est une commune rurale où prédomine l'activité agricole. Pourtant, des activités primaires et secondaires existent : une société de charpente métalliques a son siège aux Grandes Verchères et une entreprise de maçonnerie à la Croix Rousse. Le négoce est représenté par deux commerces de bestiaux l'un au Pallier l'autre aux Mues et un commerce de fruits et légumes au lieudit En Corbey.
Un gîte rural accueille des hôtes, chemin des Places.
Les travaux des champs représentent l'essentiel de la vie économique et la commune de Saint-Bonnet constitue un espace agricole non seulement étendu mais dense. La surface agricole utile s'y étend sur 1 572 ha soit 70 % du territoire municipal que se partagent 21 exploitations. Comme dans beaucoup de régions rurales un mouvement de concentration des terres s'est produit au fil des ans : en 2010, date du dernier recensement agricole, 31 exploitations existaient à Saint-Bonnet et la taille moyenne de chacune d'elles était de 51 ha ; elle est aujourd'hui[Quand ?] de 75 ha. Il faut préciser, étant donné que des spécialités comme la viticulture, représentée dans trois de ces exploitations, n'exigent que des surfaces restreintes, que certaines autres pratiquant l'élevage bovin, notamment pour l'embouche, occupent chacune une surface bien supérieure à 75 ha.
Comme c'est le cas d'une manière générale dans le Brionnais, les surfaces en herbe prennent une part écrasante dans la SAU : 1 468 ha soit 93 % du total ne laissant aux labours que la portion congrue de 7 % (104 ha). Les exploitations qui se consacrent à l'élevage des bovins prédominent très largement deux d'entre elles spécialisées dans l'engraissement des bovins, les plus nombreuses (17) dans l'élevage des vaches allaitantes y associant parfois l'élevage des ovins ou des caprins ou encore la viticulture. La culture de la vigne, traditionnelle dans cette partie de la région quoique ayant beaucoup reculé, est encore le fait d'une exploitation dans le sud de la commune[source insuffisante].
Sur la carte de Cassini du XVIIIe siècle on trouve trois moulins : le Burchy, le Virot et la Motte (à l'arrêt depuis 2007).

## Culture locale et patrimoine

### Lieux et monuments
- Église Saint-Bonnet, classée monument historique[24] en 1922.

L'église est édifiée au milieu du XIIe siècle. La partie romane restante est constituée du chœur, de l'abside et du clocher. Le clocher a, sur chaque face, un seul niveau de baies géminées, séparées par un groupe de quatre colonnettes. La corniche du toit est soutenue par des modillons et des sculptures variées. Dans la partie du XIXe siècle la nef comprend quatre travées et deux collatéraux, un transept non saillant et une abside semi-circulaire. La nef communique avec la partie romane par une grande arcade en cintre brisé. Deux anges céroféraires du XVe siècle y sont visibles, classés Monument historique en 1925 mais dont la disparition fut constatée en 1971 et qui n'ont été restitués à la commune qu'en 2012.
- Château de Malfarat : le château[28] date des XVIIe et XVIIIe siècles mais a sans doute été construit sur un édifice plus ancien. Un texte de la sénéchaussée de Lyon indique qu'en 1663 il est possédé par Henri Donguy, bourgeois de Lyon.

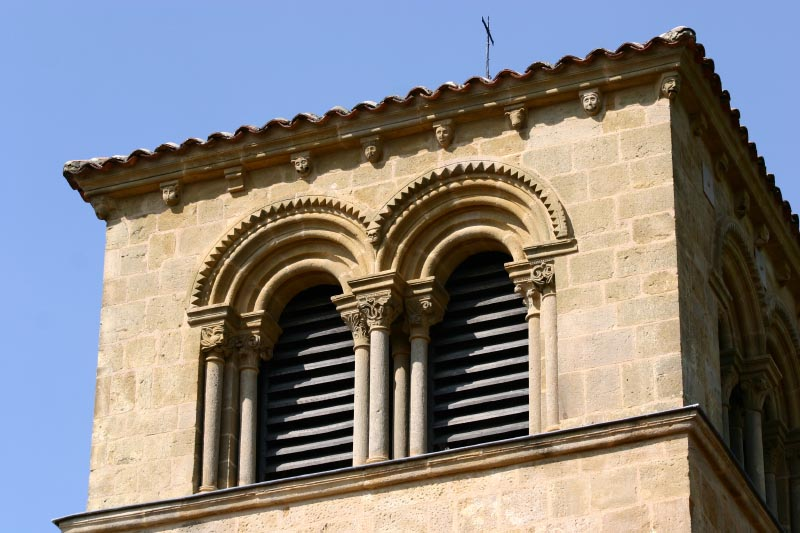
Église : clocher.
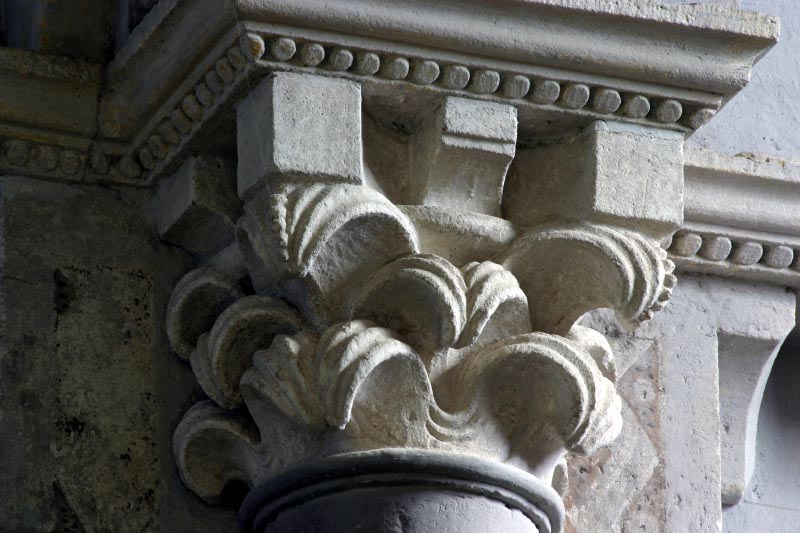
Église : chapiteau du chœur.
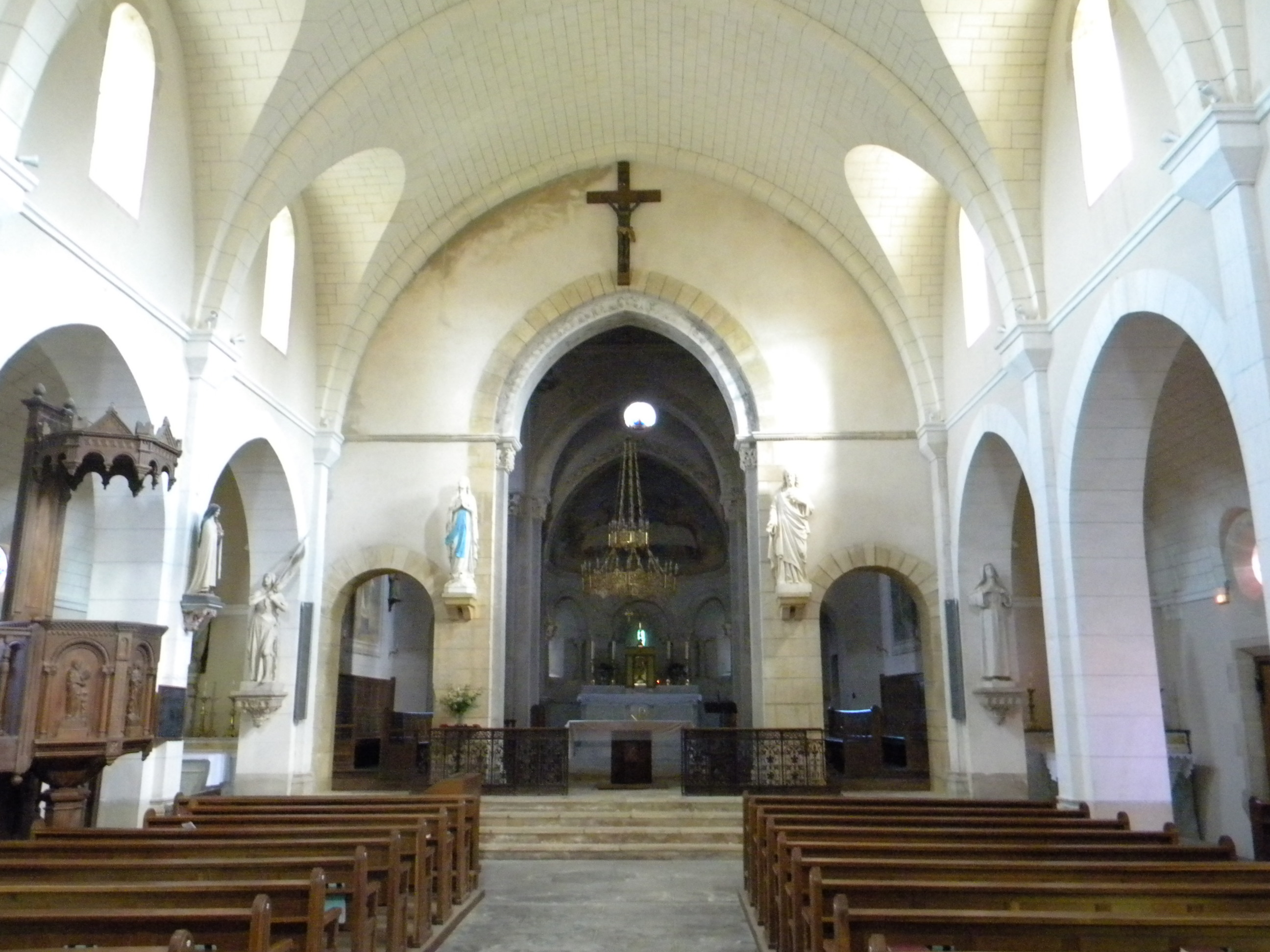
Église : la nef (moderne) et le chœur (roman).
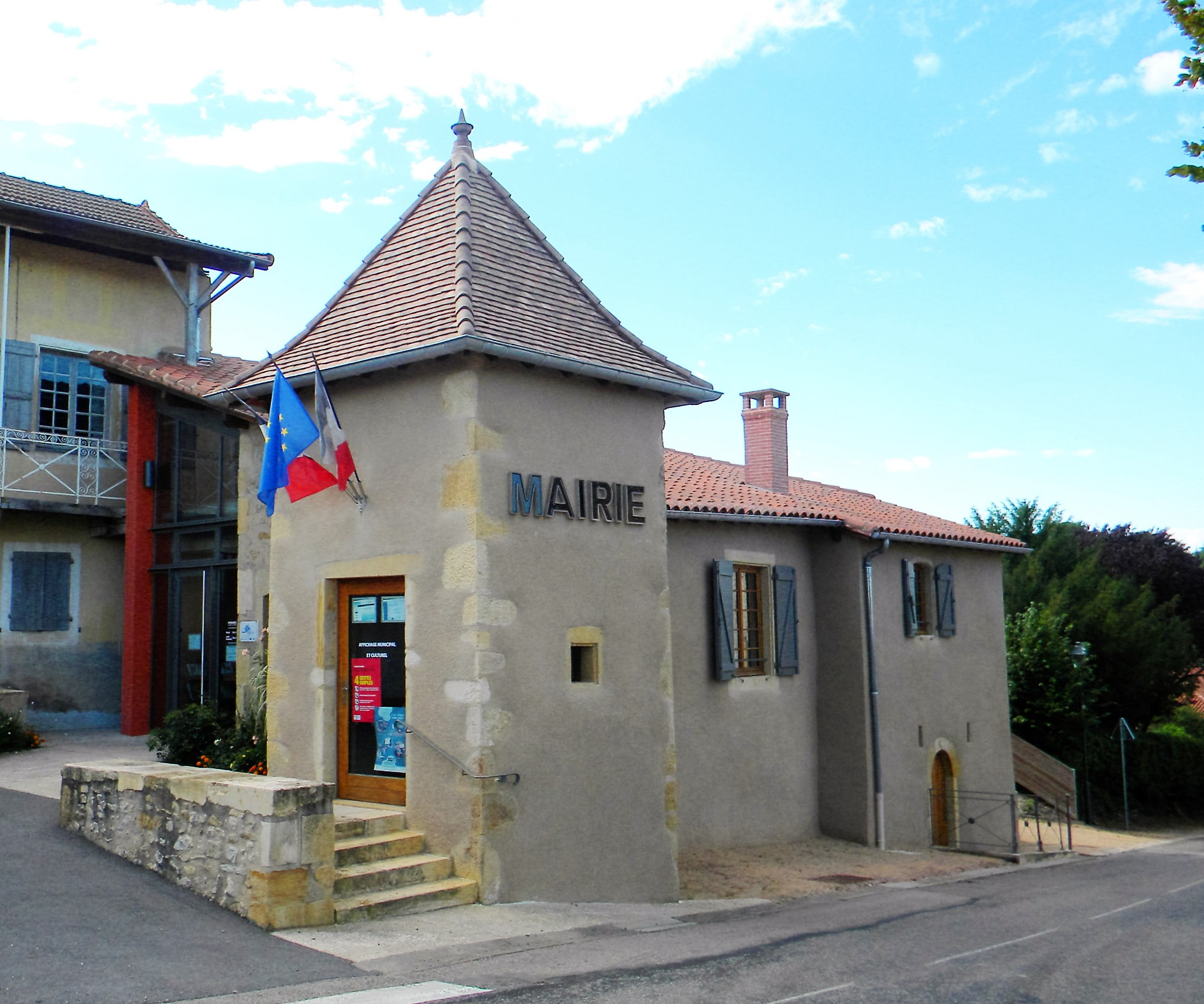
La mairie : l'église romane fait face à l'ancienne cure et à son pigeonnier, restaurés et  transformés en mairie.
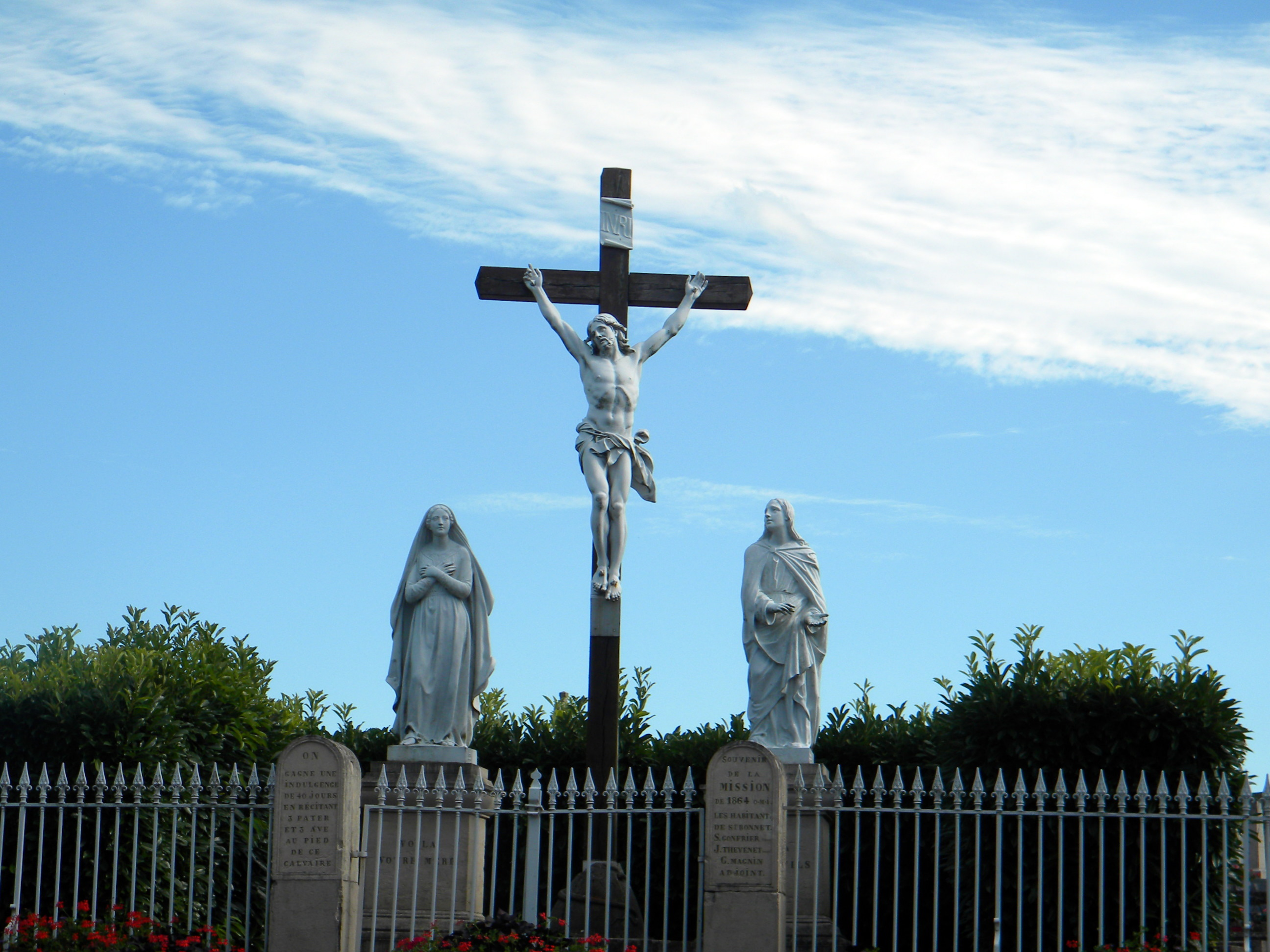
Le calvaire à l'entrée du cimetière et près de l'église.

### Personnalités liées à la commune
- Balthazar Trouillet, député aux États généraux de 1789, mort le 6 messidor an X (25 juin 1802) à Saint-Bonnet-de-Cray.

## Pour approfondir